# Фаунтин, Майк
Майк Фа́унтин (англ. Mike Fountain; род. 26 января 1972, Норт-Йорк, Онтарио) — канадский хоккеист, вратарь.

## Карьера
С 1990 года выступал в хоккейной лиге Онтарио за клубы «Су-Сент-Мари Грейхаундз» и «Ошава Дженералз». В 1992 году был запасным вратарём молодёжной сборной Канады на чемпионате мира среди игроков до 20 лет. На драфте НХЛ 1992 года был выбран клубом «Ванкувер Кэнакс», с которым и подписал профессиональный контракт.
Следующие пять сезонов провёл в системе «Ванкувера», выступая за его фарм-клубы в АХЛ «Гамильтон Кэнакс» и «Сиракьюз Кранч», и только в сезоне 1996/97 получил шанс сыграть за основную команду. 14 ноября 1996 года дебютировал в НХЛ в матче против «Нью-Джерси Девилз» и стал одним из немногих вратарей, не пропуствших ни одной шайбы в своей первой игре в НХЛ («Ванкувер» победил 3:0). Всего в составе «Кэнакс» провёл 6 матчей и по окончании сезона решил сменить команду, подписав контракт с клубом «Каролина Харрикейнз».
С 1997 по 1999 годы выступал за фарм-клуб «Каролины» в АХЛ «Бист оф Нью-Хейвен», сыграв в составе «Каролины» лишь 3 матча в НХЛ в апреле 1998 года. В 1999 году подписал контракт с клубом «Оттава Сенаторз», но и в его составе не смог закрепиться, проведя лишь 2 игры в НХЛ за два сезона и выступая за фарм-клуб «Оттавы» в ИХЛ «Гранд-Рапидс Гриффинс».
В 2001 году, оставив попытки пробиться в НХЛ, подписал контракт с тольяттинской «Ладой», выступавшей в российской Суперлиге. В первом же сезоне в составе «Лады» установил рекорд чемпионатов России по числу сухих матчей за сезон, сыграв 14 раз на ноль в 44 играх регулярного чемпионата.
В 2003 году, после двух сезонов в «Ладе», перешёл в немецкий клуб «Изерлон Рустерс». В декабре 2004 года вернулся в Россию, присоединившись к челябинскому «Мечелу», выступавшему в высшей лиге, втором дивизионе российского хоккея. В сезоне 2005/06 выступал за челябинский «Трактор», в составе которого стал чемпионом российской высшей лиги. Летом 2006 года вернулся в «Ладу», за которую играл ещё три сезона в Суперлиге и КХЛ.